# والتر باور (كاتب)
والتر باور (بالألمانية: Walter Bauer)‏ هو كاتب ومؤلف وشاعر ألماني، ولد في 4 نوفمبر 1904 في مرسيبورغ في ألمانيا، وتوفي في 23 ديسمبر 1976 في تورونتو في كندا.